# Piazzola sul Brenta
Piazzola sul Brenta é uma comuna italiana da região do Vêneto, província de Pádua, com cerca de 10.669 habitantes. Estende-se por uma área de 275,820km², tendo uma densidade populacional de 257,8 hab/km². Faz fronteira com Camisano Vicentino (VI), Campo San Martino, Campodoro, Curtarolo, Gazzo, Grantorto, Limena, San Giorgio in Bosco, Villafranca Padovana.

## Demografia
| Variação demográfica do município entre 1861 e 2011                               |
|                                                                                   |
| Fonte: Istituto Nazionale di Statistica (ISTAT) - Elaboração gráfica da Wikipedia |